# Glicilciclinas
Glicilciclinas são uma classe de antibióticos derivados das tetraciclinas, desenvolvidos para combater bactérias resistentes a outras classes de antimicrobianos. A única glicilciclina disponível clinicamente é a tigeciclina.

## Estrutura e mecanismo de ação
As glicilciclinas possuem uma modificação estrutural na posição C9 da minociclina, onde um grupo glicilamido foi adicionado. Essa modificação amplia o espectro de ação e melhora a eficácia contra bactérias resistente.s
A tigeciclina inibe a síntese proteica bacteriana ligando-se à subunidade ribossomal 30S, impedindo a incorporação de aminoácidos na cadeia polipeptídica em formação, o que resulta na inibição do crescimento bacteriano.

## Espectro de ação
As glicilciclinas apresentam atividade contra uma ampla variedade de microrganismos, incluindo bactérias Gram-positivas, bactérias Gram-negativas e anaeróbios. São eficazes contra patógenos multirresistentes, como o Staphylococcus aureus resistente à meticilina (MRSA).
No entanto, a tigeciclina não demonstra atividade significativa contra espécies dos gêneros Pseudomonas, Proteus e Providencia.

## Indicações clínicas
A tigeciclina é indicada para o tratamento de:
- Infecções complicadas de pele e tecidos moles;
- Infecções intra-abdominais complicadas;
- Pneumonia adquirida na comunidade.[1]

Devido ao seu amplo espectro e eficácia contra patógenos resistentes, a tigeciclina é frequentemente reservada para casos nos quais outros antibióticos não são eficazes.

## Resistência bacteriana
Embora inicialmente se acreditasse que as glicilciclinas não apresentassem resistência bacteriana, estudos recentes indicam que algumas cepas desenvolveram resistência à tigeciclina. O uso criterioso desse antibiótico é essencial para retardar o surgimento de resistência e preservar sua eficácia clínica.